# NGC 3952
NGC 3952 (другие обозначения — IC 2972, MCG -1-30-44, IRAS11510-0342, PGC 37285) — спиральная галактика в созвездии Девы. Открыта Уильямом Гершелем в 1787 году.
Этот объект входит в число перечисленных в оригинальной редакции «Нового общего каталога». Галактику независимо открыл Льюис Свифт в 1895 году, и она получила обозначение IC 2972.
Галактика интересна тем, что определение её красного смещения является нетривиальным, в спектре выделяются три пика, но их среднее значение приходится на средний, самый высокий пик и может характеризовать галактику как целое. Обнаружение галактики с такими свойствами говорит о том, что, возможно, есть и другие галактики с похожими свойствами. Данное свойство не универсально и наличие пиков в спектре может говорить о наличии у галактики сателлитов.
Галактика NGC 3952 входит в состав группы галактик NGC 3952. Помимо NGC 3952 в группу также входят IC 2963, NGC 3915, UGCA 249 и MCG -1-30-43.